# Henricus Regius
Pour les articles homonymes, voir Le Roy.
Hendrik De Roy, latinisé en Henricus Regius, né le 29 juillet 1598 à Utrecht, mort le 19 février 1679 à Utrecht, est un philosophe et médecin néerlandais. Son nom est souvent traduit en français par Henri Le Roy. Médecin, il fut l'un des premiers à admettre la circulation du sang. Philosophe allié fidèle, puis opposant, de Descartes, il donne une interprétation personnelle de la pensée cartésienne. Ses considérations sur le lien « organique » du corps et de l'esprit, son refus d'accepter les idées innées, l'intellect pur et la nature « substantielle » de l'âme en font un précurseur de Spinoza. Karl Marx le mentionnera dans La Sainte Famille comme l'un des premiers ancêtres du matérialisme français.

## Biographie

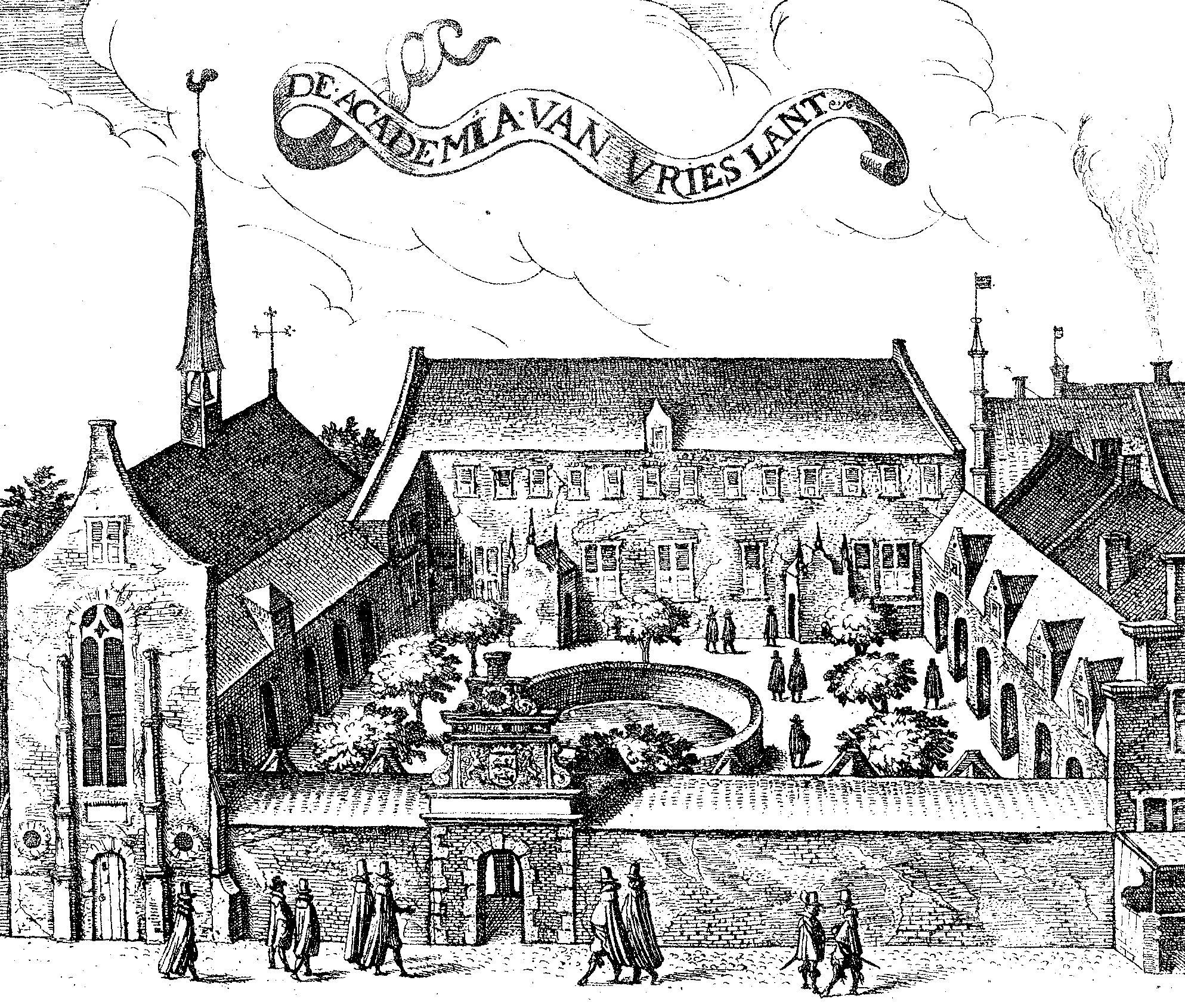
L'université de Franeker

Regius est né dans une famille aisée de brasseurs néerlandais. Fils de Justus de Roy et de Tilia Wikersloot, Hendrik perd son père très jeune. Éduqué par son oncle, Hadrianus de Roy, membre de la municipalité d'Utrecht, il fréquente l'école d'Utrecht, puis entreprend, en mars 1616, des études de droit à l’université de Franeker. Il change d'université l'année suivante à la suite de sa rencontre avec le médecin Peter Betemannus du Middelburg ; et le 23 octobre 1617, il s'inscrit à la faculté de médecine de l'université de Groningue. Il y a pour maîtres Johan Heurnius, Reinerius Bontius et Aelius Everhardus Vorstius.
Ses études le mènent à Paris et à Montpellier, où il suit les cours de Lazare Riverius, puis vers Padoue. Mais, en chemin, des brigands le laissent sans ressources et il s'engage dans l'armée française. Après sa libération, il rejoint enfin l'université de Padoue où il reçoit le titre de docteur en médecine le 29 mars 1623.
De retour en Hollande, Regius pratique la médecine pendant deux ans. En 1625, il quitte la Frise pour Utrecht, où il est officiellement médecin. En 1630, il s'installe à Naarden comme médecin et recteur d'une école de grammaire latine. Commence alors un premier conflit avec le Conseil de l’Église, qui proteste, car Regius refuse d’adopter le calvinisme (condition nécessaire pour y enseigner).
En 1634, Regius se marie à Utrecht avec Maria de Swert (le 21 janvier). Ils auront trois fils et deux filles, tous morts précocement. Par l'entremise du professeur de philosophie Henri Reneri (1593-1639), Regius correspond alors avec Descartes. Nommé en juillet 1638 professeur extraordinaire à l'université d'Utrecht ; puis titularisé le 18 mars 1639, il y enseigne la médecine et la botanique. Il y soutient, parmi les premiers en Europe, les théories de l'Anglais William Harvey sur la circulation du sang. À la mort de Reneri, en mars 1639, Regius diffuse la pensée du philosophe de la Haye à l'université d'Utrecht. Il rencontre l'hostilité des milieux protestants : Descartes est catholique, et sa doctrine est attaquée par le maître à penser d'Utrecht, le pasteur Gisbertus Voetius. Cette querelle se poursuit jusqu'en 1641. On le considère alors comme le « bouledogue » du philosophe à Utrecht. Suivant la méthode de Descartes, ses cours prennent la forme de disputes. La publication par Regius de Physiologia sive cognitio sanitatis puis de De illustribus aliquot quaestionibus physiologicis, dans laquelle il s'oppose aux thèses d'Aristote, font éclater la « querelle d'Utrecht ».

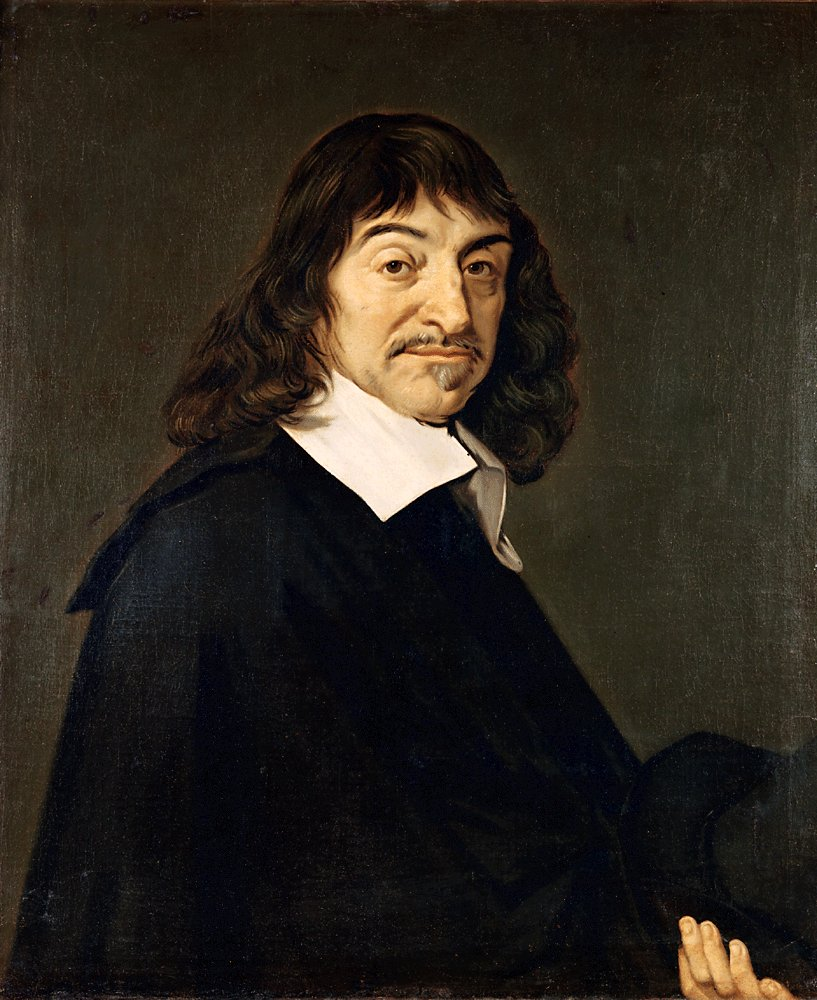
René Descartes

En 1642, en marge de ces débats, Regius est un des premiers à féliciter Gassendi pour la publication de sa Disquisitio metaphysica adversus Cartesium.
En 1646, cette querelle avec Voetius se double d'un différend avéré avec Descartes : dans le De Homine de ses Fondements de la physique (Fundamenta Physices), Regius s'oppose à son mentor sur la nature de l'âme et les preuves de l'existence de Dieu. Enfin, il est publiquement désavoué par Descartes l'année suivante.
En dépit de ces conflits, Regius occupe par deux fois le poste de recteur de l'université, d'abord en 1649 puis en 1662. Il publie une réédition remodelée de sa physique en 1654 et une troisième en 1661. Sa femme meurt le 25 janvier 1670 et, en 1672, la France attaque Utrecht. Le 13 novembre 1673, Regius compte parmi les otages garants du paiement par la ville d'une rançon de 450 000 florins. Libéré le 4 février 1674, il s'enfuit à Amsterdam puis partage sa vie entre cette ville et Utrecht, où il meurt, cinq ans après, des suites d'une infection rénale.
Regius ne rencontra jamais Descartes en personne. Il eut pour élève Lambert Van Velthuysen, qui devint ultérieurement l'ami de Baruch Spinoza.

## La querelle d'Utrecht
Si au départ de sa carrière de philosophe, Regius ne fait que suivre Descartes et suit ses conseils lorsqu'au hasard d'une phrase, il tend à s'écarter de la pensée du maître, la sorte de fidélité qu'exige le créateur de la méthode le lasse assez vite. Le plus grand ennemi de Descartes est alors Gilbert Voet ou Gisbertus Voetius. Ce professeur de théologie de l’université d’Utrecht est le maître à penser de la ville. Descartes lui-même dépeint son zèle sous les couleurs de l'ambition :

« en attaquant tour à tour l'Église romaine et toutes celles qui diffèrent de la vôtre, en invectivant contre les hommes puissants, vous affectiez un zèle ardent, pour établir votre crédit et votre pouvoir sur le peuple. »

En 1641, Voetius fait soutenir des thèses contre Regius qu'il soupçonne d'athéisme, en tant que disciple de Descartes, puis contre Descartes lui-même.

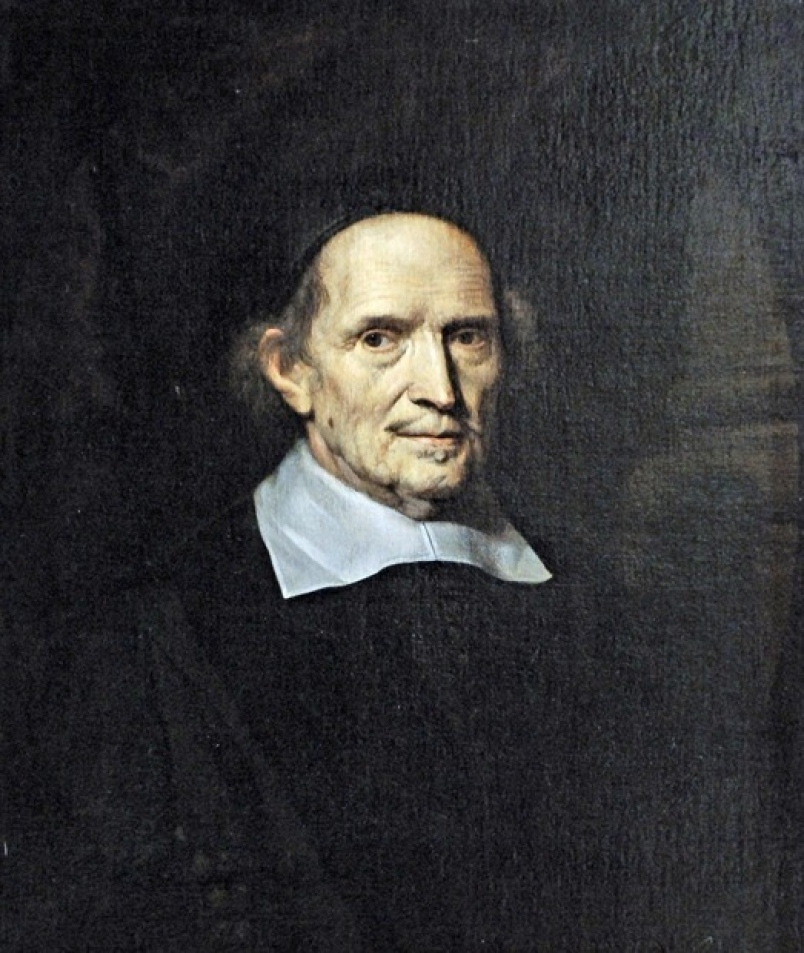
Gisbertus Voetius

Le 8 décembre 1641, un étudiant de Regius, Henricus van Loon, proclame dans une dispute que l'esprit et le corps humain sont deux substances distinctes, dont l'union est accidentelle. Cet accident (pris en son sens philosophique) est implicitement une négation de l'idée selon laquelle l'âme est une « forme substantielle ». Théologiquement, cela remet en cause son immortalité. Or, les Églises, tant catholique que protestantes, ont toujours pris soin de s'en référer à Aristote sur ce sujet : l'âme est une forme substantielle. Descartes s'effraie des conséquences que sa doctrine a semées dans les esprits d'Utrecht et écrit à Regius que rien ne peut davantage offenser les théologiens que l'affirmation de l'« accidentalité » de l'homme. Il prodigue alors force conseils à Regius pour assurer leur défense commune ; de ne pas proposer d'opinions nouvelles, mais de nouveaux raisonnements, de feindre l'ignorance et de ne plus enseigner les thèses « cartésiennes ».
Le 16 février 1642, Regius rectifie le tir, et publie "as Responsio, sive Notae in Appendicem" pour se défendre des accusations de Voetius. Mais cet écrit met le feu aux poudres. Regius est interdit de cours de physique. Un arrêt du conseil de ville, repris par le sénat de l'université d'Utrecht, est promulgué contre Regius et Descartes, accusés par leur adversaire de soutenir Copernic, d'entretenir le scepticisme et l'irréligion en niant les formes substantielles" de l'âme.
En 1642, Descartes se défend lui-même ; il fait (ré)éditer ses Méditations à Amsterdam, puis, en 1643, il écrit contre Voetius l'Epistola Renati Descartes ad celeberrimum virum Gisbertum Voetium ou Lettre de René Descartes au très célèbre Gilbert Voet. Mais le conseil de ville d'Utrecht prend de nouveau le parti de Voet. Voetius fait paraître sous la plume d'un de ses étudiants, Martin Schoock, Admiranda Methodus (L'admirable méthode), une attaque aristotélicienne contre Descartes. Selon Voetius, le philosophe encourt pour son athéisme le supplice réservé à Toulouse en 1619 à Giulio Cesare Vanini (homosexuel athée brûlé sur le bûcher). Descartes fait alors intervenir l’université de Groningue et l’ambassadeur de France afin que cessent ces menaces.
En 1644 paraissent les Principia philosophiae (Principes de la philosophie de Descartes) chez Louis Elzevier.
Pendant cette dispute, Regius tente de publier ses propres réflexions sur la physique et sur la philosophie naturelle. Il en est à chaque fois fermement dissuadé par son maître (Descartes est de deux ans son aîné). Regius, en effet, lorsqu'il expose la « Méthode » s'écarte de la philosophie officielle de Descartes sur deux points essentiels : pour Regius l'âme n'est pas une substance propre, elle n'est que la forme du corps et la pensée peut s'expliquer par des voies mécaniques, comme le mouvement ou la digestion. Pour lui, ce sont les vues intimes de Descartes et il se plaint qu'elles différent de ce que Descartes a publié (en cela il rejoint les critiques de leurs opposants, Voetius et son élève, Martin Schoock). Descartes refuse cette lecture matérialiste de sa philosophie (soit par prudence et dissimulation comme l'en accuse Voetius et le confirme Adrien Baillet; soit parce que sa pensée est plus religieuse qu'il n'y a longtemps paru). Regius refuse cependant de se plier à l'ordre de présentation « cartésien ». Selon lui, le philosophe s'est discrédité en publiant ses Méditations. De son côté, Descartes craint que cette liberté prise avec ses écrits n'évacue toute métaphysique de son œuvre. L'opposition devient frontale et inévitable.
En 1646, la publication par Regius de Fundamenta physices marque la fin de leur collaboration. Il s'agit clairement d'une alternative matérialiste à la métaphysique et à l'épistémée cartésienne. Un élève de Descartes, Tobias Andreæ, est chargé de développer ses arguments.
En 1648, Descartes publie contre Regius Notes sur un certain manifeste. Regius y répond dans : Une brève explication de l'esprit humain.
En 1649, Descartes publie Les passions de l'âme, qui sonnent comme une dernière réponse à Regius.
Parallèlement, Regius va encore plus loin dans sa différence avec Descartes ; jusqu'à nier les idées innées, y compris l'idée de Dieu (si essentielle à Descartes), qu'il explique comme « résultant de l'observation du monde, ou de ce que les autres nous en ont transmis ». Il affirme que tout, sauf ce qui est dans les Écritures est un acquis de l'expérience. Enfin sur les attributs de Dieu que, « s'il existe, il existe de façon nécessaire plutôt que contingente car en tout cas il ne serait pas capable de ne pas exister ». La seule preuve qu'il laisse à cette existence étant l'expérience de la Révélation.
Déjà en 1648, la connexion entre l'esprit et le corps de l'homme n'était-elle plus chez lui « accidentelle » comme en 1641, mais définitivement « organique ».

« L'esprit humain, quoique ce soit une substance distincte du corps, est cependant organique dans toutes ses actions, du moins pendant qu'il réside dans le corps […] Il ne peut accomplir aucune de ses actions sans le secours d'organes corporels. »

En 1654, quatre ans après la mort du philosophe (Descartes aurait regretté de s'être querellé avec Regius sur son lit de mort, d'après le témoignage de Robert Creighton), Regius se débarrasse définitivement de l'idée de pur intellect.

## Œuvres

### Ouvrages (liste partielle)
- Disputatio medico-physiologica pro sanguinis circulatione Utrecht, Aeg. Roman. 1640.
- Spongia qua eluuntur sordes animadversionum, quas Jacobus Primirosius adversus theses pro Circulatione sanguinis […] disputatas nuper edidit — Jacques Primerose (1600-1659)[33] ou James Primrose[34].
- Physiologia, sive Cognitio sanitatis. Tribus disputationibus in Academia Ultrajectina publice proposita, 1641.
- Responsio, sive Notae in Appendicem ad Corollaria Theologico-Philosophica Viri Reverendi et Celeberrimi D. Gisberti Voetii, SS. Theologiae Doctoris et Professoris, et in Academiâ Ultrajectina p.t. Rectoris Magnifici, verbique Divini in Ecclesia Ministri, Utrecht, J. van Doorn, 1642.
- Fundamenta physices, Amsterdam, Louis Elsevier, 1646.
- Brevis explicatio mentis humanae, sive animae rationalis : ubi explicatur, quid sit, et quid esse possit, Utrecht, 1648.
- De affectibus animi dissertatio, Utrecht, Th. ab Ackersdijck, 1650.
- Philosophia naturalis, 1661.
  - Philosophie naturelle.